# أندريه أفريدال
أندريه أفريدال هو مخرج وسيناريست ولد في 6 مايو 1973، أشتهر لإخراجه فيلم صائد الترول.

## روابط خارجية
- أندريه أفريدال على موقع IMDb (الإنجليزية)
- أندريه أفريدال على موقع ألو سيني (الفرنسية)
- أندريه أفريدال على موقع أول موفي (الإنجليزية)
- أندريه أفريدال على موقع قاعدة بيانات الأفلام السويدية (السويدية)
- أندريه أفريدال على موقع قاعدة بيانات الفيلم (الإنجليزية)
- أندريه أفريدال على موقع كينوبويسك (الروسية)